# Рикконен, Владимир
Владимир Рикконен (род. 25 октября 1943, Вологда) — советский гребец. Мастер спорта СССР международного класса.
Пятикратный чемпион СССР по академической гребле: четыре раза в восьмёрке (1966, 1967, 1973, 1974) и один раз в двойке без рулевого (1968).
Серебряный призёр чемпионата мира 1966 года в Югославии (восьмёрка).
Бронзовый призёр чемпионата Европы 1967 года во Франции (восьмёрка).
Участник Олимпийских игр 1968 года в Мехико в двойке в паре с Аполинарисом Григасом.
На домашнем чемпионате Европы в Москве в 1973 году завоевал бронзу в восьмёрке.